# 国道47号 (韩国)
国道47号（韓語：국도 제47호선），又称安山－金化线（韓語：안산～김화선），是大韩民国的一条东西向国家级公路。路线西起京畿道安山市常綠區（与国道39号和国道42号相连），途经首尔特别市，途中与京釜高速公路（亚洲公路1号线）等六条国家高速公路、国道1号等九条国道和国家支援地方道23号等五条国家支援地方道相连，东至江原道铁原郡金化邑（与国道43号相连）。其全线全长约133.8千米，于1981年3月4日开始建设规划，1981年4月6日开通部分路段。在抱川市路段可进入世宗抱川高速公路的北端起点。
由于路线趋近于并行且进入首尔车辆过多，在京畿道果川市到首尔特别市瑞草区区段，地方道309号常被当作国道47号的分流线路。

## 主要途径城市

### 京畿道（A段）
安山市 - 军浦市 - 安养市 - 果川市

### 首尔特别市
瑞草区 - 江南区 - 广津区 - 中浪区

### 京畿道（B段）
九里市 - 南杨州市 - 抱川市

### 江原道
铁原郡

## 主要途径道路
- 京釜高速公路（亚洲公路1号线）
- 水原文山高速公路
- 世宗抱川高速公路
- 岭东高速公路
- 首尔外环高速公路
- 京仁第二高速公路
- 国道1号
- 国道3号
- 国道6号
- 国道37号（朝鲜语：국도 제37호선）
- 国道39号
- 国道42号（朝鲜语：국도 제42호선）
- 国道43号（朝鲜语：국도 제43호선）
- 国道46号
- 国道87号（朝鲜语：국도 제87호선）
- 23国家支援地方道23号（朝鲜语：국가지원지방도 제23호선）
- 56国家支援地方道56号（朝鲜语：국가지원지방도 제56호선）
- 57国家支援地方道57号（朝鲜语：국가지원지방도 제57호선）
- 78国家支援地方道78号（朝鲜语：국가지원지방도 제78호선）
- 98国家支援地方道98号（朝鲜语：국가지원지방도 제98호선）